# 约翰·厄尔利
约翰·厄尔利神父，S.J.（英語：John Early，1814年7月1日—1873年5月23日）是爱尔兰裔美国天主教神父和耶稣会士，曾任聖十字學院和乔治城大学校长，还是馬里蘭羅耀拉大學的创始人兼首任校长。厄尔利生于爱尔兰，19岁时移民美国并进入马里兰州聖瑪麗山大學学习。加入耶稣会后，他在华盛顿哥伦比亚特区乔治城大学完成学业。
厄尔利1848年当上圣十字学院校长，后向州议会申请大学特许状未果。四年后，圣叙尔比斯牧师会打算只保留圣玛丽神学院大学的神学院职能，他主导创立马里兰罗耀拉大学接纳教会平信徒。担任圣依纳爵堂首任牧师期间，厄尔利督导罗耀拉大学早年发展。1858年，他当上喬治城大學校長。南北战争期间联邦军多次占据校园，入学人数不断减少，但教学始终没有中断。
1866年，厄尔利回到罗耀拉大学并担任四年校长，恢复每年授予学位。1870年，他再度成为喬治城大學校長，但在任期第三年突然谢世，享年58岁。

## 早年经历
约翰·厄尔利1814年7月1日生于爱尔兰岛弗馬納郡马奎尔桥（Maguiresbridge），先在家学习古典學，1832年进入阿马皇家学校学习九个月。他申请加入梅努斯圣帕特里克学院的神學院，但因学员位置已满被拒，于是他在1833年7月移民美国。

### 美国教育经历
厄尔利想当祭司，1833年9月进入马里兰州弗雷德里克县埃米茨堡（Emmitsburg）的聖瑪麗山大學学习修辞。1834年2月，他进入华盛顿哥伦比亚特区的乔治城大学深造，再于1834年8月23日进入耶稣会，在弗雷德里克开始耶稣会士见习期。1836年完成见习后，厄尔利返回乔治城大学持续研习哲学和神学九年。研习期间他还在校任教，并于1843至1844学年当任首席教长。
1845年7月1日，厄尔利当上乔治城圣三一天主教堂祭司。此后他在乔治城大学教授两年哲学，同时在马里兰州乔治王子县劳雷尔（Laurel）传教，1847年又开始在費城老圣若瑟教堂（Old St. Joseph's Church）传教。1853年9月8日，他立下最后誓言。

## 圣十字学院
1848年8月29日，厄尔利受命接替詹姆斯·莱德出任聖十字學院校长。莱德上任后关注的第一件大事就是为学院取得大学特许状，以便向四名将在次年毕业的学生授予学位。圣十字学院此前申请特许遭拒，一直是以乔治城大学的名义授予学位。1849年3月，厄尔利呈请马萨诸塞州议会颁发特许状，并与奥列斯·布朗森（Orestes Brownson）一起参与议会听证。
约翰·伯纳德·菲茨帕特里克（John Bernard Fitzpatrick）主教坚持在特许状呈请书中增加规定，即圣十字学院只为罗马天主教服务，不接受州政府的任何管控或其他主张，如此要求引来马萨诸塞州众议院反天主教和主张政教分离的议员反对。取消这项规定后，议会表决依然拒绝颁发特许。厄尔利的任期在1851年末结束，安东尼·钱皮（Anthony F. Ciampi）继任，厄尔利此后一年在弗雷德里克度过。

## 创办马里兰罗耀拉大学

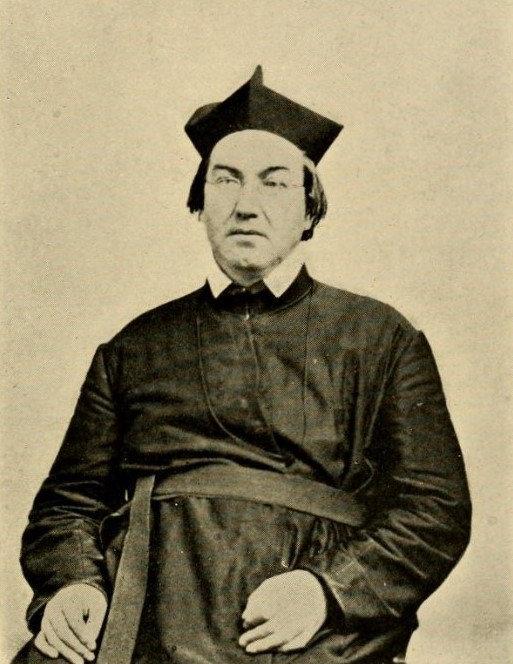
身穿神职服装的厄尔利

1852年，经营巴爾的摩圣玛丽神学院大学的叙尔比斯牧师决定中止向平信徒提供教育的大学职能，只保留神学院，要求耶稣会接手该市平信徒教育事宜。1852年9月12日，耶稣会在巴尔的摩霍利迪街租下的房子里创办馬里蘭羅耀拉大學，厄尔利担任首任校长。1853年4月，马里兰州议会授权新校特许状。厄尔利还在大学创立同期当上圣依纳爵堂首任牧师，并监督教堂1855年8月在大学旁建成，1856年8月15日祝聖。
大学成立两年后在北卡尔维特街（North Calvert）和麦迪逊街（Madison）买下土地，学校大楼在1855年2月完工，2月22日正式迁至新校园。1858年秋，厄尔利卸任校长职位受命前往乔治城大学，威廉·弗朗西斯·克拉克（William Francis Clarke）继任。

## 乔治城大学
1858年，厄尔利受命接替伯纳德·马奎尔的喬治城大學校長位置，上任时国家形势极其紧张，南北战争迫在眉睫。不久他得知威廉與瑪麗學院的图书馆毁于火灾，于是捐出一箱共100本图书协助重建。1860年，亚伯拉罕·林肯当选美国总统，南部各州随即脱离联邦。1861学年开始时，许多南方学生离校回家，北方学生也是如此。如此局面学校本应难以维系，但乔治城大学继续办学，内战期间始终坚持为寥寥无几的学生上课。
厄尔利于1861年5月4日接到通知，纽约州国民警卫队第69步兵团将征用乔治城大学校园直到这个月24日。此后，纽约州第79步兵团又于7月3至4日征用校园。1862年8月29日，联邦军征用该校充当医院，为约翰·波普（John Pope）少将在第二次馬納沙斯之役中受伤的部下治疗。伤员众多之下，圣三一教堂也被征用，乔治城大学直到1863年2月3日才不再是军用医院。
厄尔利的任期在1865年底结束，前任校长马奎尔于1866年元旦继任。厄尔利接下来前往波士顿传教直到同年七月。

## 返回罗耀拉大学

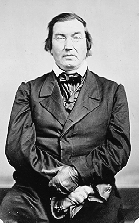
约翰·厄尔利画像

1866年夏，厄尔利再度受命出任罗耀拉大学校长，取代钱皮的职务，同时又一次成为圣依纳爵堂牧师。学校在他任内发展良好，虽然内战期间一度暂停授予学位，但厄尔利上任后确保完成学习课程的学生拿到学位。1865年成立的罗耀拉戏剧协会在他当校长时特别活跃。四年后，他的校长任期在1870年结束，然后再度返回乔治城大学。罗耀拉大学校长和圣依纳爵堂牧师职务均由爱德华·亨奇（Edward Henchy）接手。

## 晚年
1870年7月14日，厄尔利再度接过马奎尔的校长职位。维托里奥·埃马努埃莱二世入侵罗马后，该校学生召开会议谴责侵略，声称这是对教皇的污辱，并投票决定向教皇捐款。大学法律系在马奎尔即将卸任校长时成立，1870年10月开课。1872年12月创刊的《乔治城大学学报》（Georgetown College Journal）是该校首份学生办报。
厄尔利于1872年开始出现肾病症状，视力也受到影响，大学的管理工作基本由副校长帕特里克·弗朗西斯·希利接手，希利后来继任校长职务。1873年5月22日，厄尔利中風导致半身不遂且无法言语，于次日与世长辞，享年58岁。他的遗体葬在乔治城大学耶稣会社区公墓（Jesuit Community Cemetery），估计有五千人出席葬礼。

### 脚注
1. 1 2  Shea & 1891，第246页
2. 1 2  Biographical Supplement: Fr. John Early & 1890，第112页
3. 1 2 3 4 5 6 7 8 9 10  Biographical Supplement: Fr. John Early & 1890，第113页
4. 1 2  Report of the Commissioner of Education & 1874，第450页
5. 1 2  Mendizàbal & 1972，第75页
6. ↑  Rev. John Early, S.J.
7. 1 2 3  Devitt & 1935，第217页
8. ↑  Kuzniewski & 1999，第52页
9. ↑  Kuzniewski & 1999，第70页
10. ↑  Devitt & 1935，第218页
11. ↑  Kuzniewski & 1999，第70–71页
12. ↑  Kuzniewski & 1999，第72页
13. ↑  Kuzniewski & 1999，第73页
14. ↑  Devitt & 1935，第237页
15. 1 2  Ryan & 1903，第10页
16. 1 2  Ryan & 1903，第11页
17. 1 2  The Catholic Church in the United States of America & 1914，第67页
18. ↑  Ryan & 1903，第16页
19. ↑  Ryan & 1903，第20页
20. ↑  Shea & 1891，第198页
21. ↑  Shea & 1891，第199页
22. ↑  Shea & 1891，第203页
23. 1 2 3  Shea & 1891，第204页
24. ↑  Shea & 1891，第205页
25. ↑  Shea & 1891，第207页
26. ↑  Shea & 1891，第208页
27. ↑  Ryan & 1903，第52页
28. 1 2  Ryan & 1903，第227页
29. ↑  Ryan & 1903，第53页
30. 1 2  Ryan & 1903，第61页
31. ↑  Ryan & 1903，第81页
32. ↑  Shea & 1891，第233, 235页
33. ↑  Shea & 1891，第235页
34. ↑  Shea & 1891，第236页
35. ↑  Shea & 1891，第241页
36. ↑  Shea & 1891，第244页
37. ↑  Georgetown College Journal.
38. ↑  Shea & 1891，第247页
39. ↑  O'Donnell & 1951，第130页